# Acetobactéria
As acetobactérias ou bactérias do ácido acético são um grupo de bactérias constituído por bacilos Gram negativos, móveis e aeróbicos, que realizam uma oxidação incompleta de álcoois, produzindo uma acumulação de ácidos orgânicos como produtos finais. Quando o substrato é etanol, produz-se ácido acético. Uma propriedade deste tipo de microorganismos é a sua alta tolerância à acidez. Podem crescer em meios com pH inferior a 5. As bactérias do ácido acético formam um conjunto heterogéneo, que compreende organismos com flagelos perítricos ou polares.
Os organismos com flagelos polares estão relacionados com o género Pseudomonas, do qual diferem principalmente devido à sua tolerância à acidez e pela sua incapacidade de oxidar completamente os álcoois. Estes organismos estão incluídos actualmente no género Gluconobacter. O género Acetobacter é constituídos por organismos com flagelos perítricos. Além do mais, Acetobacter é capaz de oxidar o ácido acético até formar dióxido de carbono, ao contrário de Gluconobacter.
Na produção industrial de vinagre, empregam-se cultivos de bactérias do ácido acético. O acetato produzido por estas bactérias e pelos homoacetogénicos, também se usa (em forma de sal de cálcio) para fundir o gelo das estradas, no Inverno.